# MMA 56
Az MMA 56 sír egy ókori egyiptomi, XXV. dinasztia kori sír Dejr el-Bahariban, az ókori Théba nekropoliszában. A thébai nekropolisz a mai Luxorral szemben, a Nílus nyugati partján helyezkedik el. A sír egy Anhsepenupet, más néven Nebetimauemhat nevű hölgy sírja, aki a XXV. dinasztia idején élt, címe szerint Ámon rezidenciájának énekesnője volt, és Ámon isteni felesége, I. Sepenupet kíséretéhez tartozott. A sírt Herbert E. Winlock fedezte fel és tárta fel 1923–24-ben, a Metropolitan Művészeti Múzeum egyiptomi ásatásai során (lásd még: MMA sírok).
A sírban felfedezésekor már nem volt ott Anhsepenupet múmiája, de koporsója, valamint temetkezési kellékei és egy házikedvencként tartott gazella maradványai még igen. A leletek közé tartoznak Anhsepenupet usébtijei, álkanópuszai (ebben a korban a balzsamozás során belső szervek a múmia testüregében maradtak, de a kanópuszok továbbra is a temetkezés részét képezték, bár már nem volt üreges kialakításuk), valamint egy áldozati tábla és egy kis Ptah-Szokar-Ozirisz-szobor.

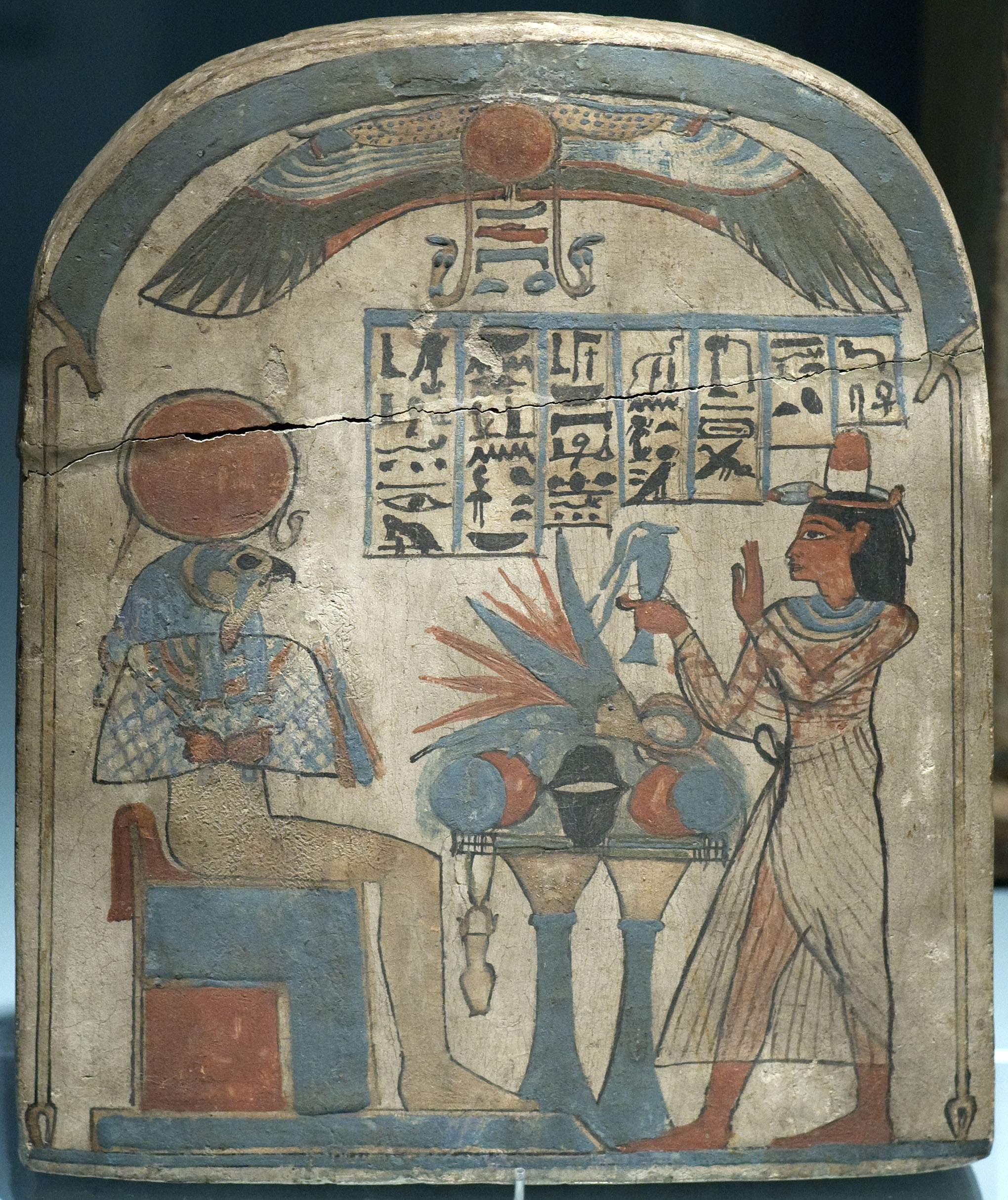
Áldozati tábla
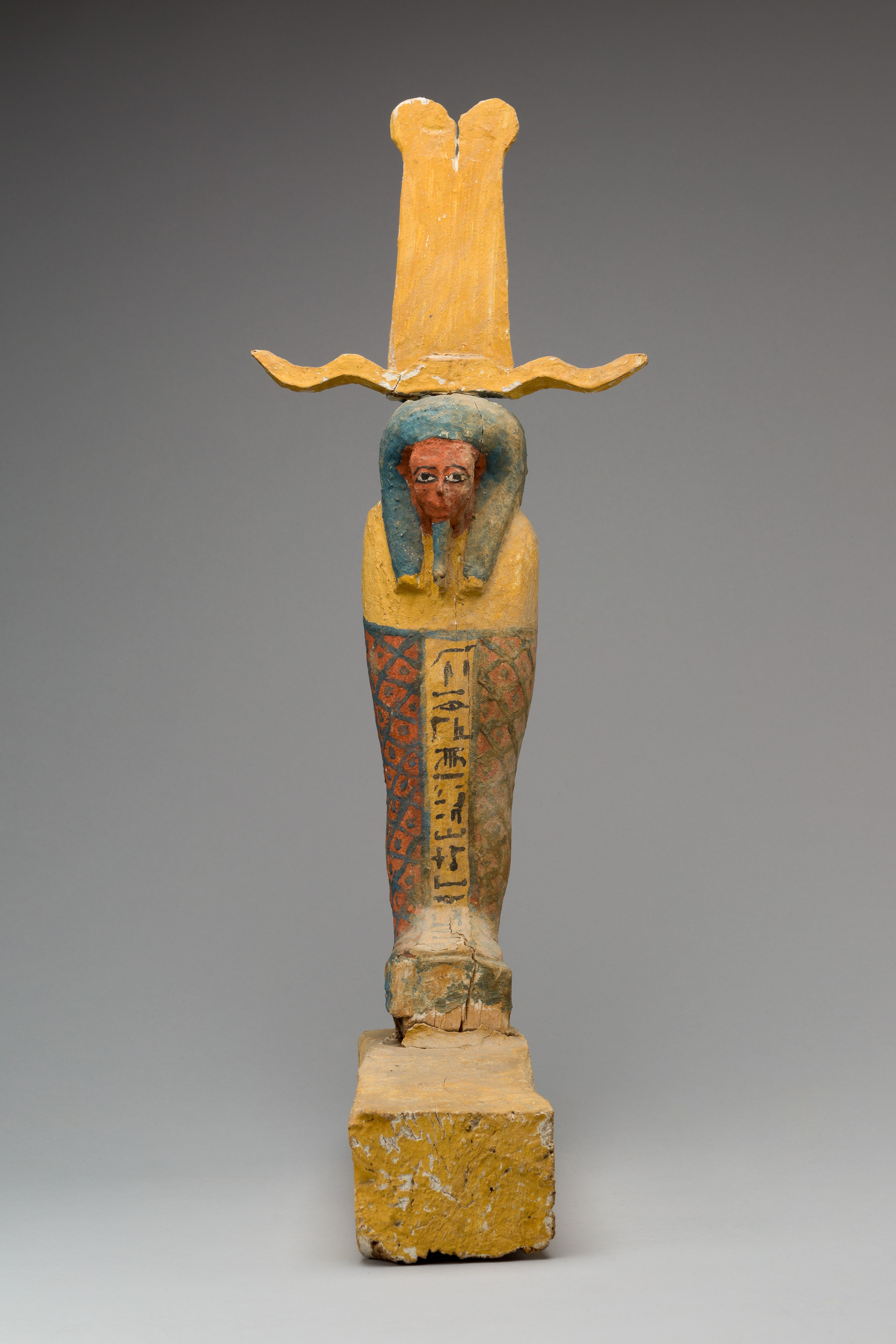
Ptah-Szokar-Ozirisz szobra
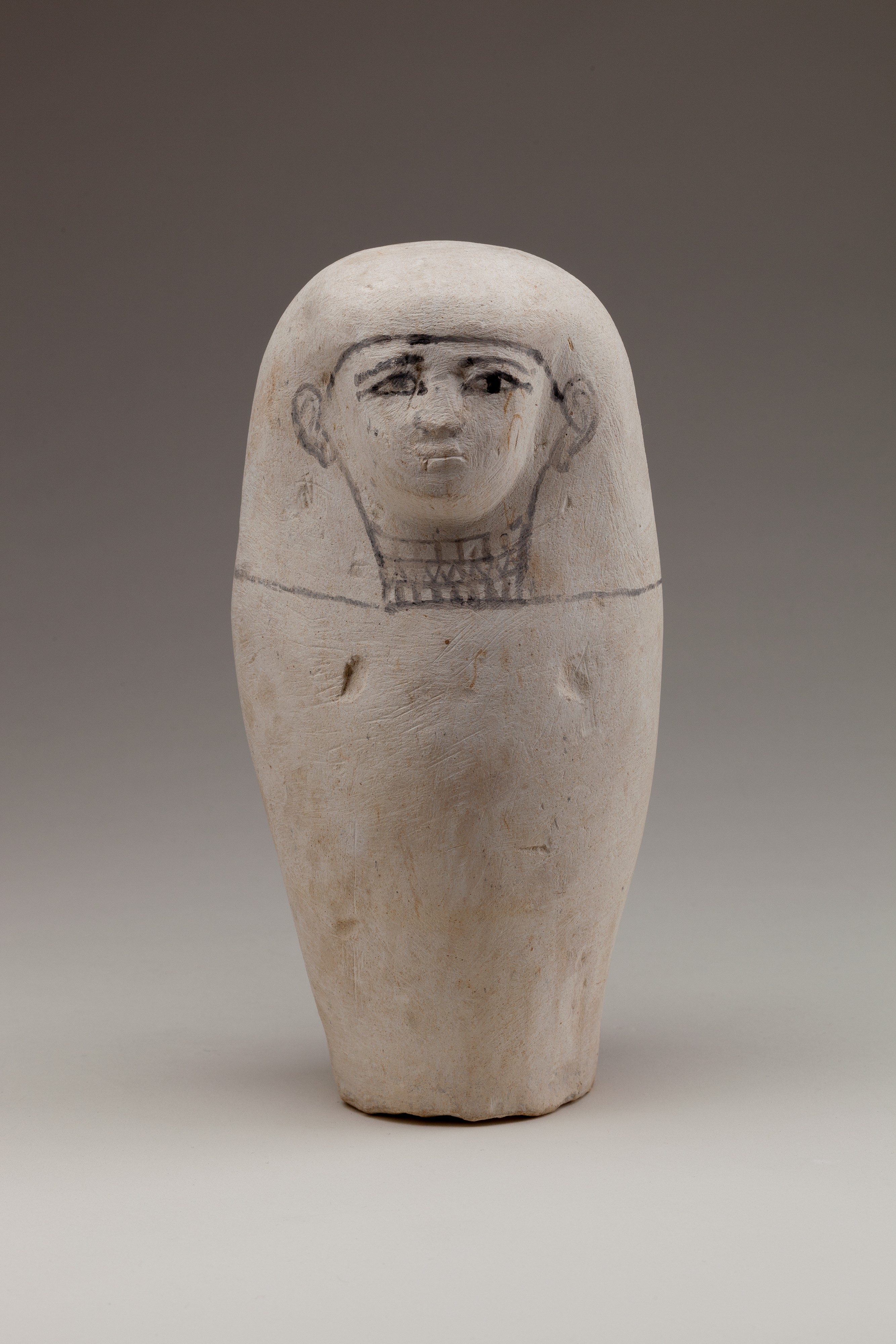
Kanópuszedény Amszet fejével
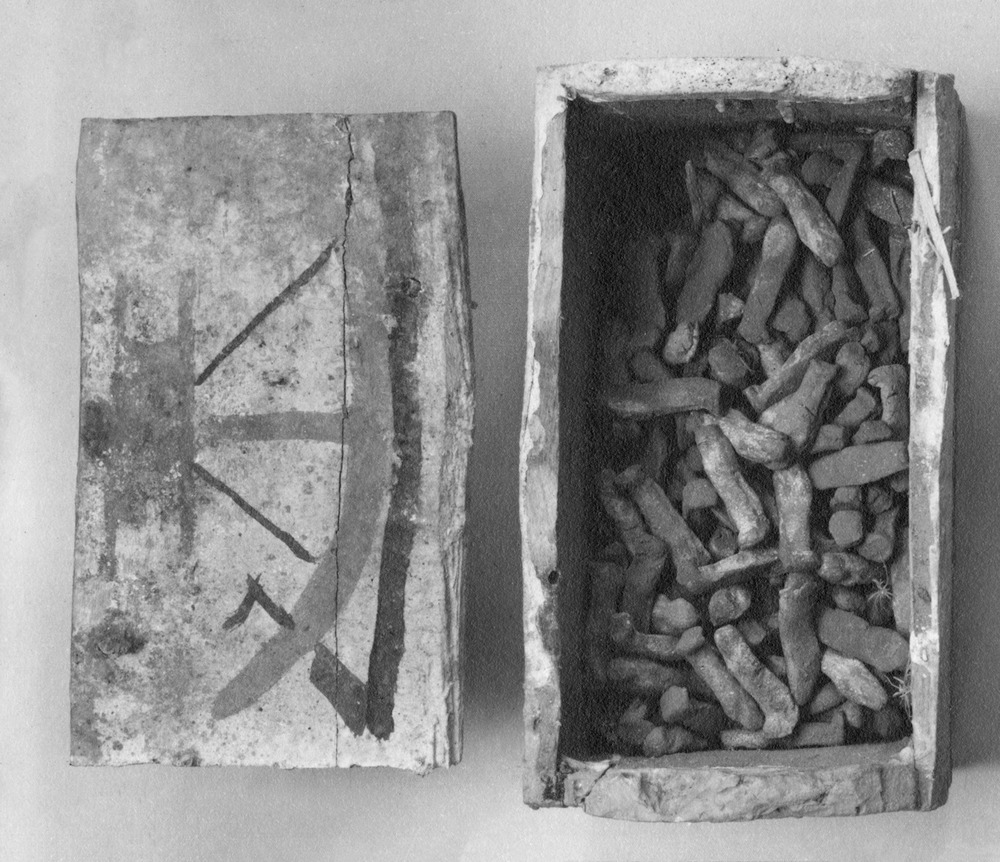
Usébtik
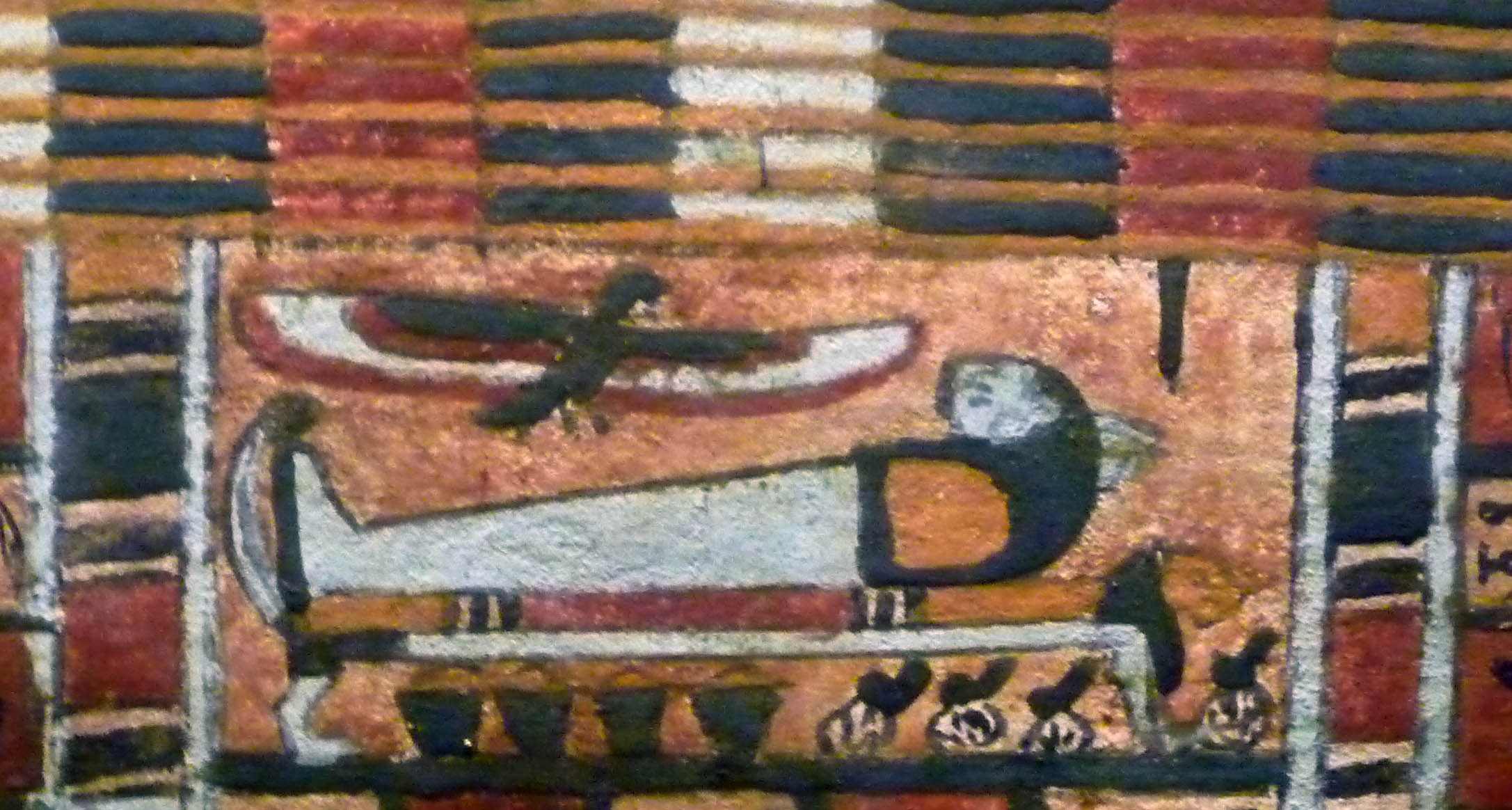
A belső koporsó

| anx | n · x | S · p · Z9 | wp · t | B1 |

| anx | n · x | S · p · Z9 | wp · t | B1 |

## Lásd még
- MMA sírok listája

## Fordítás
- Ez a szócikk részben vagy egészben  a   MMA 56 című angol Wikipédia-szócikk ezen változatának fordításán alapul.  Az eredeti cikk szerkesztőit annak laptörténete sorolja fel. Ez a jelzés csupán a megfogalmazás eredetét és a szerzői jogokat jelzi, nem szolgál a cikkben szereplő információk forrásmegjelöléseként.